# Бончо Митев
Бончо (Боньо) Пенчев Митев е български дипломат и политик от БКП. Наричан е „Любимеца на разградската младеж“.

## Биография
Роден е 31 март 1922 г. в разградското село Батемберг, днес село Благоево. Започва да учи в Мъжката гимназия в Разград, но не успява да я завърши. От 1938 г. е член на РМС. Бил е организационен секретар в Областния комитет на РМС. През 1942 г. Бончо Митев е осъден на 15 години затвор.
От май 1949 г. до март 1950 е председател на Околийския народен съвет (Околийски управител) в Разград. До 1959 г. е първи секретар на ОК на БКП в Русе. Между 1959 и 1974 г. е първи секретар на Окръжния комитет на БКП в Разград. През 1972 г. е обявен за почетен гражданин на Разград. Посланик е на България в Куба (1974 – 1978), Унгария (1979 – 1986) и Румъния (1987 – 1988). От 1962 до 1990 г. е член на ЦК на БКП.